# Áhmed Maszbáhí
Áhmed Maszbáhí (arabul: أحمد مصباحي); Meknesz, 1966. január 17. –) marokkói válogatott labdarúgó.

## Pályafutása

### Klubcsapatban
Az 1990-es években a Kawkab Marrakech csapatában játszott.

### A válogatottban
1989 és 1993 között 16 alkalommal játszott a marokkói válogatottban. Részt vett az 1994-es világbajnokságon, de nem lépett pályára egyetlen mérkőzésen sem.